# Eparchia di Cluj-Gherla
L'eparchia di Cluj-Gherla (in latino Eparchia Claudiopolitana-Armenopolitana Romenorum) è una sede della Chiesa greco-cattolica rumena suffraganea dell'arcieparchia di Făgăraș e Alba Iulia. Nel 2023 contava 40.435 battezzati. È retta dall'eparca Claudiu-Lucian Pop.

## Territorio
L'eparchia estende la sua giurisdizione sui fedeli cattolici di rito bizantino residenti nella Transilvania nord-occidentale.
Sede eparchiale è la città di Cluj-Napoca, dove si trova la cattedrale della Trasfigurazione del Signore. A Gherla sorge la concattedrale della Vergine Maria.
Il territorio è suddiviso in 165 parrocchie.

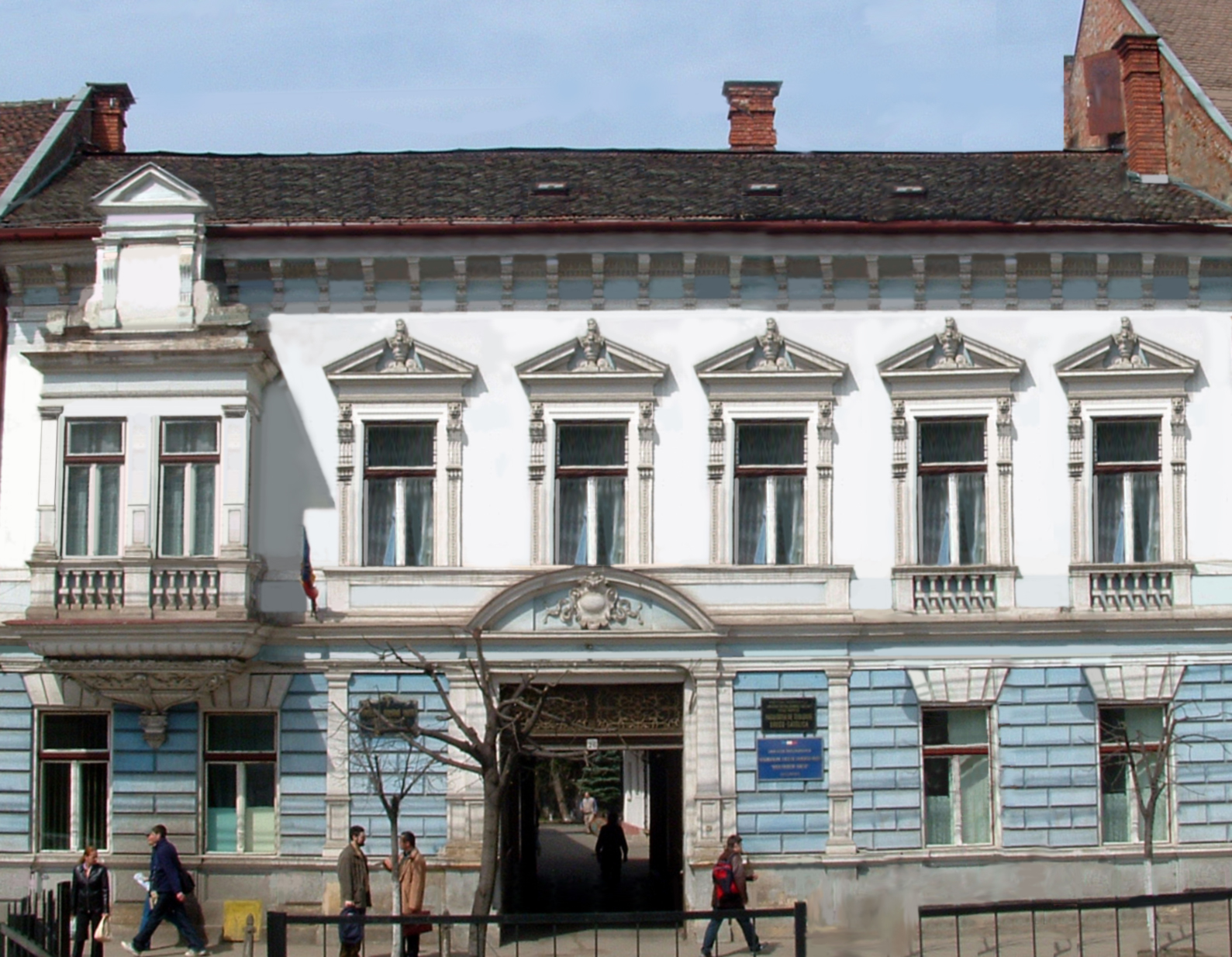
Il palazzo eparchiale a Cluj-Napoca, attualmente in uso

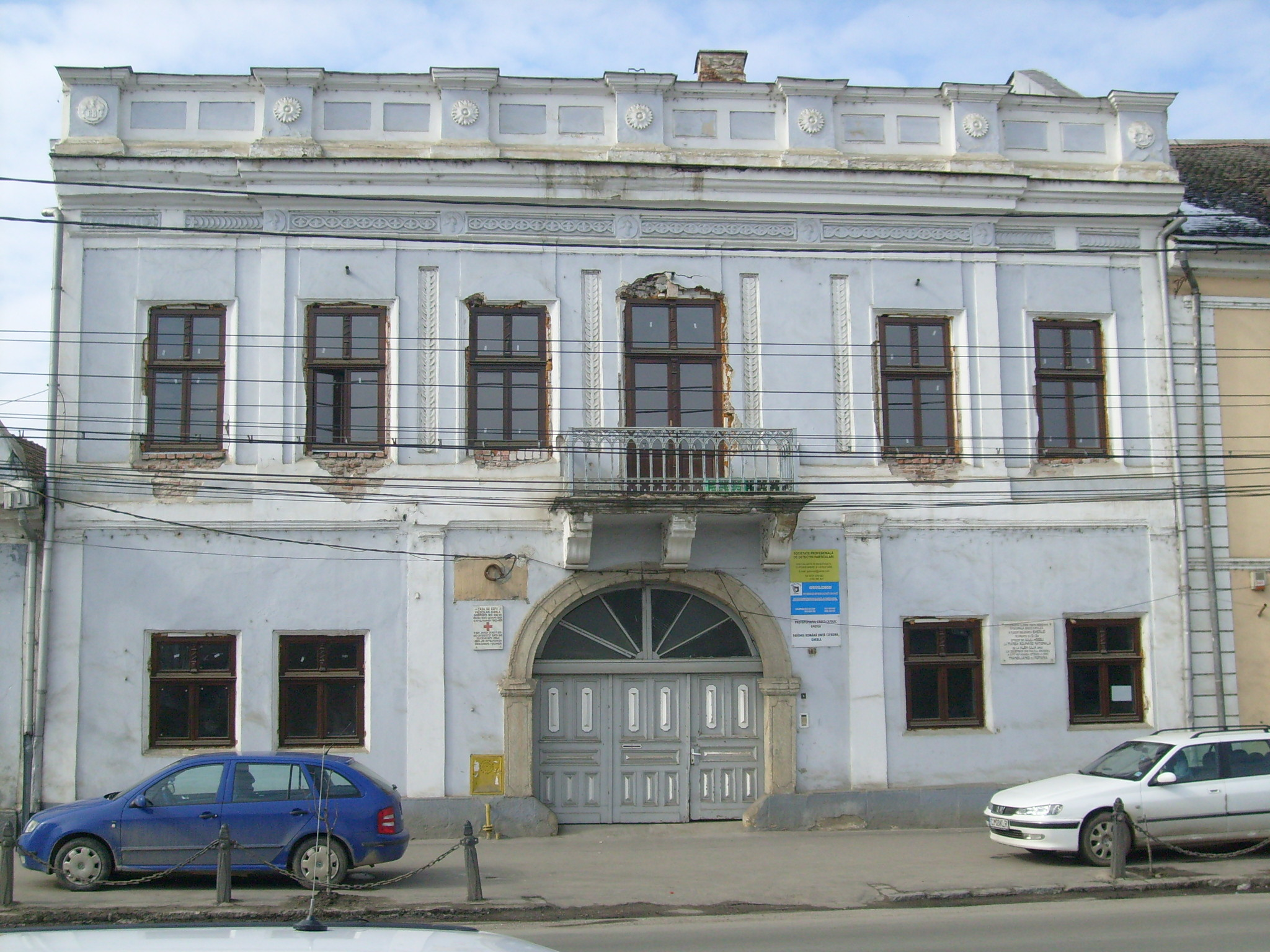
Lo storico palazzo eparchiale di Gherla

## Storia
L'eparchia di Gherla fu eretta il 26 novembre 1853 con la bolla Ad apostolicam sedem di papa Pio IX, ricavandone il territorio dall'arcieparchia di Făgăraș e Alba Iulia.
L'8 giugno 1912 cedette le parrocchie di lingua ungherese a vantaggio dell'erezione dell'eparchia di Hajdúdorog.
Nel 1924 la cattedrale fu trasferita a Cluj da Gherla, che divenne chiesa concattedrale.
Il 5 giugno 1930 con la bolla Solemni conventione di papa Pio XI l'eparchia ha ceduto una porzione del suo territorio a vantaggio dell'erezione dell'eparchia di Maramureș e ha assunto il nome attuale. Con la stessa bolla veniva eretto un ordinariato per gli armeni di Romania con sede nella città di Gherla.
Nel 1948 il nuovo regime comunista mise fuori legge la Chiesa greco-cattolica rumena. A monsignor Hossu fu chiesto di passare all'ortodossia, ma rifiutò. Il 1º ottobre 1948 emise un decreto di scomunica rivolto ai partecipanti all'assemblea di Cluj-Napoca dei 36 preti cattolici greci che avrebbero deciso di rompere l'unione della Chiesa greco-cattolica rumena con la Santa Sede.
Per la sua opposizione al nuovo regime comunista, fu costretto a fuggire dalla sua diocesi, ma il 28 ottobre 1948 venne arrestato. Venne portato nel carcere di Jilava e poi nella villa patriarcale di Dragoslavele, trasformata in luogo di prigionia per il clero greco-cattolico. Sia le autorità comuniste sia la leadership della Chiesa ortodossa rumena, rappresentata dal patriarca Justinian Marina, gli offrirono personalmente di divenire metropolita ortodosso della Moldavia in cambio della rinuncia alla fede cattolica e al legame con Roma. Rifiutandosi nuovamente di passare all'ortodossia, monsignor Hossu fu trasferito per la prima volta al monastero Căldărușani a Gruiu, vicino a Bucarest, e nel 1950 al penitenziario di Sighetu Marmației. Nel 1955 fu portato a Curtea de Argeş e nel 1956 al monastero di Ciorogârla.
Dopo che ebbero celebrato la liturgia greco-cattolica nella chiesa degli scolopi a Cluj-Napoca il 12 agosto 1956, i tre vescovi greco-cattolici ancora vivi furono dispersi da Ciorogârla. Durante il suo domicilio forzato nel monastero di Ciorogârla, monsignor Hossu venne regolarmente visitato dai gerarchi ortodossi, tra cui il patriarca Justinian Marina, Teoctist Arăpasu e Gherasim Cristea.
Monsignor Hossu venne infine trasferito nuovamente nel monastero Căldărușani a Gruiu, dove rimase sottoposto alla residenza obbligatoria fino alla fine della sua vita. Secondo le memorie del sacerdote greco-cattolico Ioan Mitrofan, Andrei Andreicut visitò il cardinale Iuliu Hossu al Căldăruşani.

## Cronotassi dei vescovi
Si omettono i periodi di sede vacante non superiori ai 2 anni o non storicamente accertati.
- Ioan Alexi † (16 novembre 1854 - 29 giugno 1863 deceduto)
  - Sede vacante (1863-1865)
- Ioan Vancea † (25 settembre 1865 - 21 dicembre 1868 nominato arcieparca di Făgăraș e Alba Iulia)
  - Sede vacante (1868-1872)
- Mihail Pavel † (23 dicembre 1872 - 15 maggio 1879 nominato eparca di Gran Varadino)
- Ioan Szabó † (15 maggio 1879 - maggio 1911 deceduto)
- Vasile Hossu † (16 dicembre 1911 - 13 gennaio 1916 deceduto)
- Beato Iuliu Hossu † (21 aprile 1917 - 28 maggio 1970 deceduto)
  - Sede vacante (1970-1990)
- Gheorghe Guţiu † (14 marzo 1990 - 18 luglio 2002 ritirato)
- Florentin Crihălmeanu † (18 luglio 2002 - 12 gennaio 2021 deceduto)
- Claudiu-Lucian Pop, dal 14 aprile 2021

## Statistiche
L'eparchia nel 2023 contava 40.435 battezzati.
| anno | popolazione | popolazione | popolazione | presbiteri | presbiteri | presbiteri | presbiteri                | diaconi | religiosi | religiosi | parrocchie |
| anno | battezzati  | totale      | %           | numero     | secolari   | regolari   | battezzati per presbitero | diaconi | uomini    | donne     | parrocchie |
| ---- | ----------- | ----------- | ----------- | ---------- | ---------- | ---------- | ------------------------- | ------- | --------- | --------- | ---------- |
| 1948 | 421.652     | 600.000     | 70,3        | 419        | 417        | 2          | 1.006                     |         | 6         | 39        | 463        |
| 1999 | 750.000     | ?           | ?           | 162        | 147        | 15         | 4.629                     |         | 16        | 97        | 125        |
| 2000 | 60.000      | ?           | ?           | 157        | 139        | 18         | 382                       | 2       | 25        | 3         | 139        |
| 2001 | 100.000     | ?           | ?           | 143        | 124        | 19         | 699                       |         | 25        | 100       | 158        |
| 2002 | 68.000      | ?           | ?           | 157        | 137        | 20         | 433                       | 1       | 27        | 102       | 162        |
| 2003 | 60.000      | ?           | ?           | 154        | 133        | 21         | 389                       | 1       | 30        | 107       | 158        |
| 2004 | 60.000      | ?           | ?           | 155        | 134        | 21         | 387                       | 1       | 28        | 105       | 168        |
| 2006 | 60.000      | ?           | ?           | 160        | 144        | 16         | 375                       | 1       | 25        | 110       | 179        |
| 2009 | 60.000      | ?           | ?           | 169        | 158        | 11         | 355                       |         | 21        | 83        | 158        |
| 2013 | 49.500      | ?           | ?           | 171        | 159        | 12         | 289                       |         | 21        | 73        | 159        |
| 2016 | 47.956      | ?           | ?           | 170        | 157        | 13         | 282                       |         | 20        | 71        | 163        |
| 2019 | 42.153      | ?           | ?           | 170        | 158        | 12         | 247                       |         | 19        | 58        | 164        |
| 2021 | 40.379      | ?           | ?           | 171        | 158        | 13         | 236                       |         | 18        | 55        | 164        |
| 2023 | 40.435      | ?           | ?           | 177        | 164        | 13         | 228                       |         | 18        | 53        | 165        |